# Công tước xứ Cumberland và Teviotdale
Công tước xứ Cumberland và Teviotdale (tiếng Anh: Duke of Cumberland and Teviotdale) là một tước hiệu thuộc Đẳng cấp quý tộc Đại Anh do các thành viên của Hoàng gia Anh nắm giữ, đây là tước vị kép rất phổ biến dưới thời trị vì của Vương tộc Hannover, được đặt theo tên của hạt Cumberland ở Anh và Teviotdale ở Scotland. 
Tước vị Công tước xứ Cumberland và Teviotdale đã bị thu hồi theo Đạo luật bãi bỏ tước vị 1917 và vị Công tước cuối cùng là Ernst August, Thái tử của Hanover, chỉ truyền được 3 đời. Đạo luật này đã thu hồi các danh hiệu thuộc về kẻ thù của Vương quốc Anh trong Chiến tranh Thế giới thứ nhất.

## Lịch sử
Tước vị Công tước xứ Cumberland đã được tạo ra 3 lần trong Đẳng cấp quý tộc Anh và Đẳng cấp quý tộc Đại Anh. 
Năm 1799, công tước kép của Cumberland và Teviotdale, thuộc Đẳng cấp quý tộc Đại Anh, được ban cho Hoàng tử Ernest Augustus (sau này là Vua của Vương quốc Hannover), con trai thứ 5 của Vua George III của Anh. Năm 1837, Ernest trở thành vua của Hannover, và sau cái chết của ông vào năm 1851, tước vị được truyền lại cho con trai của ông là Vua George V của Hannover, và sau khi vị vua này qua đời vào năm 1878, con trai của ông là Thái tử Ernest Augustus kế thừa tước vị, trở thành công tước đời thứ ba. Năm 1866 Hannover bị Vương quốc Phổ thôn tính, nhưng Vua George qua đời mà không từ bỏ những tuyên bố về lãnh thổ của mình. Con trai của ông, Thái tử Ernest, vẫn duy trì yêu sách của mình đối với vương quốc Hanover, thường được biết đến với danh hiệu Công tước xứ Cumberland ở Anh.
Tước vị đã bị đình chỉ vì các hoạt động ủng hộ Đế quốc Đức của Ernest trong Chiến tranh Thế giới thứ nhất theo Đạo luật bãi bỏ Tước hiệu 1917. Theo Đạo luật, những người thừa kế nam giới của vị Công tước thứ 3 xứ Cumberland và Teviotdale có quyền kiến nghị với Hoàng gia Anh về việc khôi phục các tước vị của mình. Cho đến nay, chưa có ai làm như vậy. Người thừa kế hiện tại là Hoàng tử Ernst August của Hanover (sinh ngày 26 tháng 02 năm 1954), chắt của Công tước thứ 3 và là người đứng đầu hiện tại của Nhà Hannover. Ông là hậu duệ nam cao cấp nhất của Vua George III.